# Pierre de Rieux
Pierre de Rieux (* 9. September 1389 auf Burg Ancenis; † um 1438 in der Burg von Nesle-en-Tardenois), dit de Rochefort, war Seigneur de Rochefort, d’Assérac, de Derval et de Châteauneuf, sowie Marschall von Frankreich. 

## Leben
Pierre de Rieux war der Sohn des Marschalls Jean II. de Rieux und von Jeanne de Rochefort, Baronne d‘Ancenis. Am 7. Januar 1403 huldigte er im Gefolge des Herzogs der Bretagne dem französischen König. Er wurde Gouverneur von Saint-Malo, nachdem der König dem Herzog die Stadt zurückgegeben hatte.
Pierre de Rieux war zwei Mal verheiratet, in erster Ehe mit Jeanne de Molac († 1412), Erbtochter von Jean, Sire de Molac, in zweiter Ehe ab 1416 mit Jeanne de Châteaugiron († 1418); beide Ehen blieben ohne Nachkommen.
Am 12. August 1417 wurde er als Nachfolger seines Vaters zum Marschall von Frankreich ernannt, als dieser gesundheitlich nicht mehr in der Lage war, das Amt auszufüllen. Als im Bürgerkrieg der Armagnacs und Bourguignons Paris in der Nacht vom 28. auf den 29. Mai 1418 von den Burgundern erobert wurde, war er in der Stadt. Er verschanzte sich in der Bastille, die er einige Zeit verteidigen konnte. Da er auf der Seite des Dauphin stand, des Regenten und späteren Königs Karl VII., wurde ihm von den Burgundern am 2. Juni 1418 der Marschallstab entzogen. Als er die Bastille übergeben musste, wandte er sich nach Bourges, wo der Dauphin jetzt seine Residenz hatte. Er kämpfte in der Folge gegen die Engländer im Angoumois, in der Normandie und schließlich in Le Mans, wo er bei einem Ausfall gefangen genommen und anschließend nach England gebracht wurde, von wo er nach Zahlung eines Lösegeldes in die Kriege in Frankreich zurückkehrte. Er nahm an der Belagerung von Tours teil und folgte dem Dauphin, als dieser dem belagerten Rouen zu Hilfe kam. 
1429 belagerte und eroberte er Avranches und unterstützte Jeanne d’Arc, nachdem diese am 29. April 1429 bei der Belagerung von Orléans eingetroffen war, und nahm auch an der Krönung Karls VII. am 17. Juli 1429 in Reims teil, der ihn anschließend in die Normandie abkommandierte.
1435 war er am Zustandekommen des Vertrags von Arras zwischen dem König und dem Herzog von Burgund beteiligt (21. September 1435), und verteidigte Saint-Denis, als der Ort von den Engländern belagert wurde.
Er nahm den Engländern Dieppe ab und zwang sie 1438, die Belagerung von Harfleur aufzugeben. Auf dem Rückweg nach Paris wurde er am Tor der Burg von Compiègne von Guillaume de Flavy, Vicomte d’Assy, dem Kommandanten der Stadt, gefangen genommen. Man brachte ihn nach Mortemer, dann nach Pernant und schließlich nach Compiègne zurück, wo er neun Monate im Gefängnis lag, bevor er nach Nesle-en-Tardenois gebracht wurde, wo er im Alter von 48 Jahren an einer Seuche starb, also zwischen September 1437 und September 1438. Gilles Le Bouvier (* 1386; † um 1455), genannt le Héraut Berry, berichtet konkret, es habe sich um die Pest des Jahres 1439 gehandelt.
Am 7. September 1509 wurden Jean de Morainvilliers und Jeanne de Flavy, die Erben Guillaume de Flavys, vom Parlement in Paris zur Zahlung von 10.000 Livre an Jean de Rieux, Marschall der Bretagne und Großneffe von Pierre de Rieux, wegen Freiheitsberaubung und dessen Tod verurteilt; die Summe sollte für das Seelenheil des Verstorbenen verwandt werden.
Am 19. Oktober 1514 wurde der Leichnam Pierre de Rieux‘ von Nesle-en-Tardenois, wo er bis dahin bestattet war, nach Rieux überführt, wo er in der Kirche Notre-Dame seine letzte Ruhestätte bekam.
Noch 200 Jahre später, zu Père Anselmes Zeiten, befanden sich am Burgtor in Compiègne ein Kreuz und eine Inschrift, mit der an Rieux‘ Verhaftung und den Beschluss des Parlaments von 1509 erinnert wurde.